# Mehemed Fehmy Agha
Mehemed Fehmy Agha (Nikolaev, 1896 – Pennsylvania, 1978) è stato un designer e art director russo.
È stato uno dei pionieri della moderna editoria americana, rivoluzionandone assieme a Aleksej Brodovič le regole grafiche.

## Biografia

### Formazione
Mehemed Fehmy Agha fu un designer turco naturalizzato russo. Nato nel 1896 nell'Impero Russo (attuale Ucraina) da genitori di origine turca, si laureò in economia all’Istituto Politecnico di Kiev ed in lingue orientali a Parigi, in Francia.  Grazie al suo alto livello di educazione, Agha era in grado di parlare un ampio numero di lingue, tra cui turco, inglese, russo, francese, tedesco e greco. Finiti gli studi universitari, si dedicò all’arte, alla fotografia e alla tipografia.

### Carriera
L'ampio background culturale e tecnico di Fehmy Agha gli permise non solo di lavorare come insegnante, ma di prendere le redini, dopo aver lavorato per Vogue Paris, della direzione artistica di Vogue Berlino nel 1928. I suoi lavori, innovativi per lo stile dell’epoca, attirarono Condé Montrose Nast, fondatore della compagnia americana di mass media Condé Nast, che stava girando l’Europa alla ricerca di un nuovo direttore artistico per Vogue. Nast incontrò Agha a Berlino, dove ebbe la possibilità di vedere il modo di fare e di lavorare dell’uomo; ne fu subito colpito, tanto da arrivare ad ammirarlo e volerlo al suo fianco. Pensava che Agha avesse una tanto forte personalità da poter portare profitto e elementi innovativi alle sue riviste. Nast fu così impressionato che annunciò alla sua compagnia che Agha sarebbe diventato immediatamente il nuovo direttore artistico. Fu una decisione così veloce e inaspettata che lasciò tutti sorpresi.
Nel 1929 Agha si trasferì dunque a New York per prendere le redini della direzione artistica di Vogue e di riviste minori, come Vanity Fair e House Garden, dove si distinse subito per il suo stile unico ed inusuale, tanto che fin dalla prima settimana di lavoro venne chiamato Dr. Agha.
Oltre ad essere stato un grande artista, Agha fu anche un eccellente insegnante. Le persone che hanno lavorato con lui o sotto le sue direttive hanno affermato che era davvero influente, forzava gli altri a dare il meglio e a progettare grafiche straordinarie.
Un altro famoso giornale del tempo, chiamato P.M, onorò Agha dopo i suoi dieci anni dentro Vogue dedicandogli un intero articolo riguardante i suoi lavori. Ricevette complimenti da vari designers del suo tempo, Agha era un brillante editore e direttore artistico e quasi tutti ne erano d’accordo. Fehmy Agha diventò poi presidente dell’Art Directors Club (1935) e dell’AIGA (1953–55) e venne riconosciuto ovunque come arbitro del buon gusto nel design.
Dopo diversi anni di lavoro per la grande casa americana, Agha abbandonò Conde Naste nel 1943. Dopo la sua brillante carriera presso Vogue, continuò la sua strada diventando un consulente per le arti grafiche, lavorando per numerose compagnie e agenzie pubblicitarie. “Mehemed Fehmy Agha è un uomo infelice. Ha imparato quasi tutto quello che c’è da sapere sulle arti grafiche, solo per scoprire che in realtà non gli sono mai piaciute” scrisse William Golden.
Quando Fehmy Agha perse sua moglie due anni dopo essersi ritirato da Vogue, era devastato. Quindi lentamente diminuirono le sue attività lavorative.
“Con una personalità unica, Agha era una presenza estetica non comune che ha trasformato il suo e il nostro tempo. Ha portato un acume estetico che ha tagliato i boschetti di idee logore per creare una nuova leggibilità, una nuova logica e una nuova eleganza nella comunicazione stampata. Soprattutto, ha portato un rifornimento senza fine alle fonti di ispirazione” (ACD Planet).
Nel 1972 viene annoverato nella Hall of Fame dell'Art Directors Club.

## Stile ed innovazioni
L’assunzione di Agha come direttore artistico era finalizzata al rinnovamento di American Vogue; vi era necessità di un prodotto più moderno che rispecchiasse le qualità viste durante l’Exposition des Arts Décoratifs et Industriels Modernes a Parigi nel 1925, totalmente assenti nel mondo dell’editoria americana. Vogue, che a quel tempo concentrava i propri contenuti sulla moda e sui personaggi di rilevanza dell’epoca (come attori, cantanti, artisti etc.), necessitava un rinnovamento estetico che comunicasse visivamente le sensazioni di stupore, cambiamento, spettacolarità.
La prima innovazione da parte di Agha fu un riarrangiamento di tutti gli elementi presenti sulla pagina, fino ad allora sistemati in modo schematico e rigido. Ogni pagina stampata sotto la sua direzione iniziò a prendere una piega molto più artistica, più fluida.
Ad Agha si deve l’invenzione del “paginone”, ovvero la doppia pagina centrale di una rivista occupata da un’illustrazione comune o da un servizio dello stesso tema. Prima di allora, infatti, il layout di ogni pagina era progettato singolarmente; ora, numerosi articoli iniziarono ad essere progettati creando armonia e continuità tra i due fogli adiacenti.  Tra gli inserti in pagina doppia più memorabili di Agha ricordiamo la composizione fotografica inserita in un numero della stagione primaverile di Vanity Fair del 1935: i due fogli sono uniti graficamente senza tagli nel centro, con linee e figure armoniose. Il progetto, frutto della collaborazione con il fotografo Edward Steichen, è anche un esempio lampante del gusto artistico innovativo di Agha: l’uso di luci drammatiche su sfondi neri per far risaltare le forme delle figure in primo piano è infatti utilizzato largamente nei suoi lavori. Un’altra grande innovazione introdotta nel campo dell’editoria fu la rottura degli schemi geometrici di stampa precedenti e l’inserimento di fotografie e immagini che, per mantenere l’armonia della composizione nella sua interezza, uscivano dai bordi della pagina effettivamente stampata. Prima di Agha, la stampa al vivo, ovvero l’immagine stampata fino al bordo del foglio, non era mai utilizzata e gli articoli e le immagini erano limitate all’interno di gabbie non tangenti ai bordi del foglio.
Nel campo della tipografia, Agha introdusse l’uso rigoroso di caratteri Sans Serif, ovvero senza grazie, sia nelle copertine e nelle composizioni grafiche che nella stesura degli articoli. Il Sans Serif era un tipo di carattere utilizzato ampiamente in editoria in Europa ma mai prima d’ora negli Stati Uniti; ad egli si deve dunque l’importazione del carattere che ne causò la diffusione nei decenni seguenti e che troviamo ancora oggi nella tipografia contemporanea. 